# Gomang Co (sjö i Kina, lat 31,50, long 87,20)
Gomang Co (kinesiska: Gemang Cuo, 戈芒错) är en sjö i Kina. Den ligger i den autonoma regionen Tibet, i den sydvästra delen av landet, omkring 430 kilometer nordväst om regionhuvudstaden Lhasa. Trakten runt Gomang Co består i huvudsak av gräsmarker.
Genomsnittlig årsnederbörd är 494 millimeter. Den regnigaste månaden är juli, med i genomsnitt 124 mm nederbörd, och den torraste är januari, med 10 mm nederbörd.